# Anrê Hàn Tỉnh Đào
Anrê Hàn Tỉnh Đào (tiếng Trung: 韓井濤, Andrew Han Jing-tao; 1921-2020) là một giám mục người Trung Quốc của Giáo hội Công giáo Rôma. Ông từng đảm nhiệm chức vụ Giám mục chính tòa Giáo phận Tứ Bình.

## Tiểu sử
Anrê Hàn Tỉnh Đào sinh ngày 26 tháng 7 năm 1921, người tỉnh Cát Lâm, Trung Quốc. Một số tài liệu ghi năm sinh của ông là 1919 hoặc 1923. Sau quá trình tu học, ông được phong chức linh mục ngày 14 tháng 12 năm 1947.
Trong suốt thời kỳ cầm quyền của Mao Trạch Đông, ông bị chính quyền Mao bắt giam và bị đưa đi khổ sai tại các trại cải tạo lao động. Mãi đến năm 1980, sau khi Đặng Tiểu Bình nắm trọn quyền hành và cởi mở hơn với tôn giáo, ông mới được trả tự do. Ông trở thành một giáo sư dạy văn hóa Latin và Hy Lạp tại Đại học Đông Bắc ở Trường Xuân cho đến khi nghỉ hưu vào năm 1987.
Năm 1982, ông được Tòa Thánh mật phong làm Giám mục chính tòa Tứ Bình. Mãi 4 năm sau, lễ tấn phong giám mục của ông cũng được tổ chức âm thầm vào ngày 6 tháng 5 năm 1986. Chính quyền Trung Quốc không thừa nhận chức giám mục giáo phận Tứ Bình, vì với họ, Giáo phận Tứ Bình và Hạt Phủ doãn Tông Tòa Lâm Đông thuộc địa hạt của Giáo phận Cát Lâm do họ thiết lập và đã bổ nhiệm giám mục cai quản là Rôcô Lưu Điện Trì.
Là một giám mục thuộc giáo hội hầm trú, nhưng giám mục Anrê Hàn nhiều lần bày tỏ sự ủng hộ đối với việc hòa giải tinh thần giữa những người Công giáo "ngầm" và người Công giáo thuộc "nhà thờ mở".
Ông qua đời ngày 30 tháng 12 năm 2020, thọ 99 tuổi.